# Pierre de Corneillan

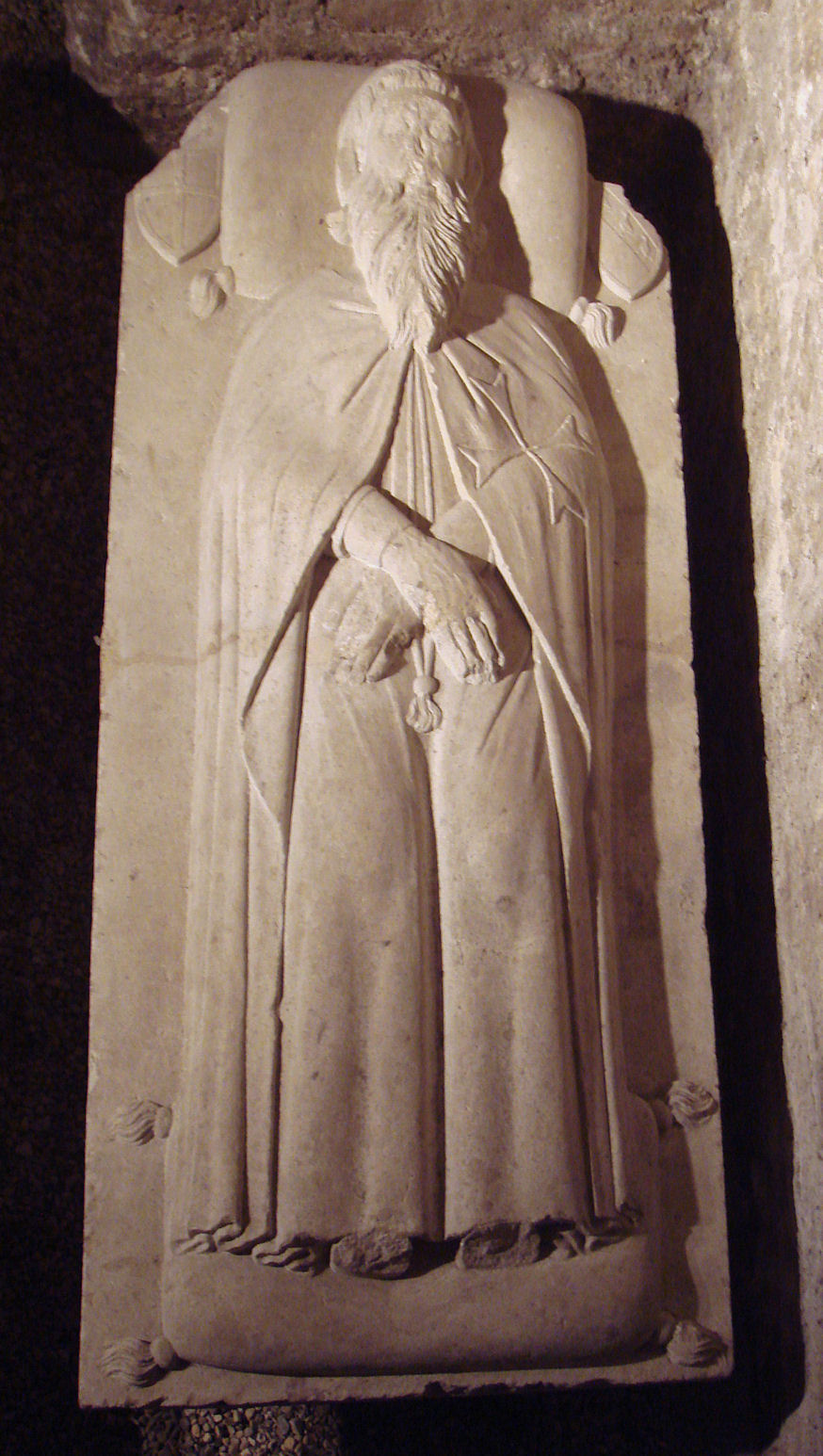
Płyta nagrobna Pierr'a de Corneillan w Musée de Cluny

Pierre de Corneillan (zm. 24 sierpnia 1355 w Rodos) – 28 wielki mistrz zakonu joannitów w latach 1353–1355.

## Życiorys
Był trzecim synem Arnauda de Corneillan i Anny de Tartas. 7 grudnia 1353 został wybrany przez kapitułę Wielkim Mistrzem.